# Чумакарська балка
Чумакарська балка (крим. Çumaqar yılğası) — місцевість, балка на південній околиці Сімферополя, в Центральному районі міста.

## Опис
Незабудована територія між районами Пневматика, вулиці Російської та 60-річчя Жовтня, від яких балку відділяють хвойні ліси. Гарне місце для прогулянок і відпочинку. У народі балку називають косогором.
Починається на півдні між горою Чумакарська та північними схилами гори Каялар, тягнеться на північ до рогу вулиць Балаклавська та Російська.
В південній частині балки знаходиться село Чумак-Кари (Обрив), яке і дало назву балці, по ній проходила дорога у село, що починалася на вулиці Чумакарська (зараз Старозенітна).
У пониззі балки протікає струмок, що пересихає — початок річки Казанка.
У 1951 році річище перегородили греблею і на балці утворилося два ставки. Ставки наповнювалися до країв, а зайва вода скидалася вниз балкою через трубу, покладену в тіло греблі. Про колишню багатоводність балки свідчать ці дві ставки, нині порожні, і розповіді старожилів про зниклі джерела, що їх наповнювали. Джерела забезпечували тутешніх мешканців водою.
У наші дні Чумакарська балка здебільшого суха. По лівому борту її долини височіють котеджі села Новомиколаївка, а по правому — висотки масиву Пневматика.
Наприкінці 1990-х років навесні та восени вода з балки доходила до вулиці Балаклавська, затопив ГСК «Планета».
У генплані 2011 року в балці планували зробити ландшафтний парк із невеликим громадським центром та спортивним ядром.
Чумакарська балка та лісовий масив навколо неї це, мабуть, останній великий зелений масив, що вклинюється у місто з південного сходу приблизно на півтора кілометра зі своїм унікальним мікрокліматом, флорою та фауною. Забудова підійшла з усіх боків, але вперлася в ліс та урвище.
Після 2014 року окупаційна влада розробляє проєкти забудови балки. Територія на схилі з боку Пневматики вже забруднена будівельним сміттям і, по суті, є будівельним звалищем.